# Joe DeRita

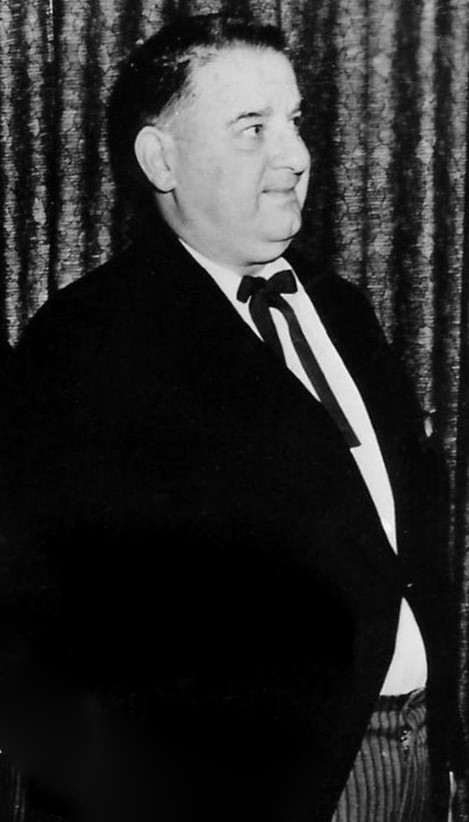
Joe DeRita (1962)

Joe DeRita (* 12. Juli 1909 in Philadelphia, Pennsylvania als Joseph Wardell; † 3. Juli 1993 in Los Angeles, Kalifornien) war ein US-amerikanischer Komiker und Schauspieler.

## Leben
Joe DeRita wurde als Sohn von Florenz DeRita und Frank Wardell geboren. Als Kind einer Showbusinessfamilie war er bis 1942 im Unterhaltungstheater Burlesque beschäftigt. Gemeinsam mit Randolph Scott und Bing Crosby tourte er während des Zweiten Weltkrieges zur Unterhaltung für die Truppen durch Europa. Später wurde er unter dem Künstlernamen Curly Joe DeRita zeitweise Mitglied in der Komikergruppe The Three Stooges und drehte mehrere Filme, darunter Schneewittchen & The Three Stooges, Haut den Herkules und Eine total, total verrückte Welt.
Am 3. Juli 1993 starb DeRita im Alter von 83 Jahren an den Folgen einer Lungenentzündung. Er war der letzte der drei Stooges.

## Filmografie (Auswahl)
- 1948: Abrechnung in Coroner Creek (Coroner Creek)
- 1958: Bravados (The Bravados)
- 1961: Schneewittchen & The Three Stooges (Snow White and the Three Stooges)
- 1962: Haut den Herkules (The Three Stooges Meet Hercules)
- 1963: Eine total, total verrückte Welt (It’s a Mad, Mad, Mad, Mad World)
- 1963: Vier für Texas (4 for Texas)